# Oleh Vojko

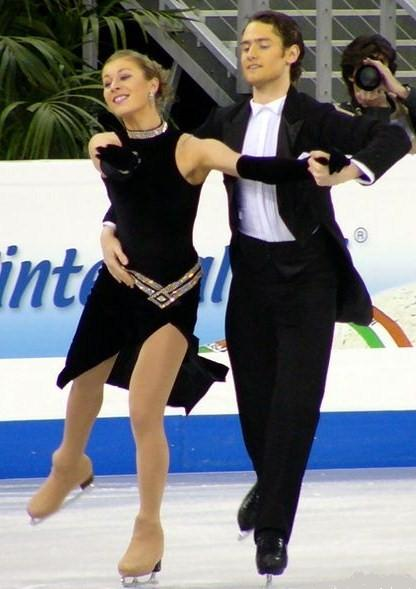
Oleh Vojko

Oleh Vojko (Oekraïens: Олег Бойко) (Charkov, 25 maart 1980) is een Oekraïense kunstschaatser.
Vojko is actief in het ijsdansen en zijn vaste sportpartner is Joelija Holovina en zij worden gecoacht door Rinat Farchoetdinov. Voorheen reed hij onder andere met Kristina Kobaladze. Holovina en Vojko schaatsen met elkaar sinds 2001.
| records                | punten | datum      | toernooi           |
| ---------------------- | ------ | ---------- | ------------------ |
| Hoogste totaalscore    | 147.15 | 06-11-2004 | NHK Trophy 2004    |
| Hoogste verplichte kür | 27.88  | 23-10-2003 | Skate America 2003 |
| Hoogste originele kür  | 44.48  | 05-11-2004 | NHK Trophy 2004    |
| Hoogste vrije kür      | 76.04  | 06-11-2004 | NHK Trophy 2004    |

## Belangrijke resultaten
* In 2000 met partner Kristina Kobaladze.
| Kampioenschap           | 2000 | 2001  | 2002   | 2003 | 2004   | 2005   | 2006   |
| ----------------------- | ---- | ----- | ------ | ---- | ------ | ------ | ------ |
| Olympische Spelen       |      |       | 21e    |      |        |        | 23e    |
| Wereldkampioenschap     |      |       |        | 22e  | 21e    | 21e    |        |
| Europees Kampioenschap  | 18e  |       | 18e    | 15e  | 15e    | 16e    | 17e    |
| WK junioren             | 5e   |       |        |      |        |        |        |
| Nationaal Kampioenschap | Goud | Brons | Zilver | Goud | Zilver | Zilver | Zilver |